# Paula Pareto
Paula Belén Pareto (sinh ngày 16 tháng 01 năm 1986, là một võ sĩ judo người Argentine và một bác sĩ

## Tiểu sử
Paula, biệt danh "La Peque" (Người nhỏ tuổi) được sinh ra ở San Fernando, Argentina.
Cô ấy sống với bố mẹ ở Tigre, gần thành phố thủ đô. Cô ấy bắt đầu học bơi vào năm 4 tuổi và một năm sau, cô đã học thể dục dụng cụ. Cảm hứng của cô cho judo phát sinh khi cô lên 9 tuổi, và em trai của cô, Marco, trở về từ trường học bị đánh đập. Cha cô, Aldo thường tập judo khi còn trẻ nên anh quyết định gửi Marco trong một câu lạc bộ judo. Paula tò mò và cũng muốn đi.
Câu lạc bộ judo đầu tiên của cô ấy là Câu lạc bộ San Fernando. Cô ấy đã sớm giành được danh hiệu đầu tiên của mình và khi cô ấy quyết định tiếp tục luyện tập judo, cô ấy đã chuyển đến Câu lạc bộ Estudiantes de La Plata lớn hơn. Những năm đầu tiên cô thi đấu ở hạng cân 44 kg nhưng sau đó chuyển lên hạng cân 48 kg.
Cô ấy là một người hâm mộ bóng đá cuồng nhiệt và cũng chơi bóng với bạn bè của mình. Cô đã có một khoảng thời gian trong cuộc sống của mình khi cô muốn chơi bóng đá chuyên nghiệp nhưng cô rời ý tưởng sau đó để theo đuổi sự nghiệp judo của mình. Câu lạc bộ yêu thích của cô ấy là Boca Juniors và câu lạc bộ quê nhà là Estudiantes de La Plata.
Trong Thế vận hội mùa hè 2008 ở Bắc Kinh trong một cuộc phỏng vấn nói rằng cô vẫn độc thân và mẹ cô Mirta nhận xét rằng nó giống như "Đang đính hôn với judo".
Paula has a younger brother called Marco who is supporting her on her journeys around world tournaments and an older sister called Estefanía who is a psychologist.
Cô học y học tại Đại học Buenos Aires và tốt nghiệp vào tháng 3 năm 2014.
Vào tháng 12 năm 2015, Paula nhận được Giải thưởng Olimpia vàng là vận động viên giỏi nhất trong năm từ đất nước của cô.
Cô là người mang cờ cho đất nước của mình tại lễ bế mạc Thế vận hội mùa hè 2016 được tổ chức tại Rio de Janeiro, Brazil.

## Judo
Cô đã giành huy chương đồng tại Thế vận hội mùa hè 2008 trong một trong những trận đấu kịch tính nhất của toàn bộ giải đấu. Cô ấy đấu lại Pak Ok-Song của Triều Tiên.
Cô cũng rất thành công trên các trò chơi và giải vô địch như Đại hội Thể thao Liên châu Mỹ.
Vào tháng 8 năm 2015, Paula giành huy chương vàng tại Giải vô địch Judo Thế giới tại Astana, Kazakhstan. Tại Thế vận hội mùa hè 2016, Paula đã đánh bại Jeong Bo-kyeong để giành huy chương vàng Olympic đầu tiên của mình.